# Heinrich von Jan
Heinrich von Jan (* 5. September 1874 in Ludwigshafen; † 27. November 1932 in München) war ein deutscher Verwaltungsjurist und einer der Vertreter Bayerns bei den Beratungen zur Reichsreform  und Mitautor der Denkschrift von 1928  „Material zur Verfassungsreform“.

## Leben
Heinrich von Jan studierte in den Jahren von 1892 bis 1896 Rechtswissenschaften an der Friedrich-Alexander-Universität Erlangen-Nürnberg, der Humboldt-Universität zu Berlin und der Ludwig-Maximilians-Universität München und legte 1899 in Speyer das Große juristische Staatsexamen ab. Zum 1. Mai 1900 erhielt er eine Anstellung als geprüfter Rechtspraktikant bei der Regierung von Niederbayern. Im November des Jahres zum Akzessist ernannt, folgte im Jahr darauf der Wechsel in die Kommunalverwaltung. Am 16. September 1902 wurde er Assessor beim Bezirksamt Ebersberg, wo er bis zu seinem Weggang am 15. Februar 1908 zur Versicherungskammer in München blieb. Im Staatsministerium des Innern  bzw. Staatsministerium des Äußernstieg er vom Regierungsrat (1918), Oberregierungsrat (1919), Ministerialrat (1920) am 1. Februar 1929 zum Staatsrat auf. Dieser Titel war nach der Novemberrevolution den führenden Beamten der Ministerien vorbehalten.
Von Jan nahm als Vertreter Bayerns an der Länderkonferenz 1928 bis 1930 teil und legte das von ihm und Karl Sommer erarbeitete bayerische „Material zur Verfassungsreform“ für den Verfassungsausschuss der Länderkonferenz vor. In dem Vorwort zu dieser Schrift erwähnt von Jan, dass er für seine historischen Ausführungen von Michael Doeberl beraten worden ist.
Er war Autor zahlreicher fachwissenschaftlicher Schriften, die auf das bayerische Staats- und Verwaltungsrecht in der Weimarer Zeit Bezug nahmen.
Am 15. November 1932 erlitt er einen Dienstunfall (Treppensturz), an dessen Folgen er am 27. November an einer Lungenembolie verstarb.

## Schriften und Werke (Auswahl)
- Gesetz über die Dauernkammern vom 20. März 1920, 1920
- Die Wahl des Reichspräsidenten, Schweitzers Textausgaben 1922
- Das Reichsgesetz über den Volksentscheid vom 27. Juni 1921, kommentiert 1923
- Das Reichswahlgesetz vom 27. April 1920, kommentiert 1924
- Gesetz zur Ausführung des Art. 18 der Reichsverfassung, Kommentar 1924
- Bayern zur Reichsverfassungsreform. Auf Grund der bayerischen Stellungnahme auf der Länderkonferenz, 1928
- Landeswahlordnung vom 31. März 1928
- Gesetz über die Bauernkammern vom 20. März 1920 samt Einleitung, Vollzugsvorschriften und Wahlordnung, herausgegeben von Heinrich von Jan, 1930
- Das Vereinsgesetz für das Deutsche Reich mit Nebengesetzen, 1931
- Landeswahlordnung vom 14. März 1932
- Die wahlrechtlichen Bestimmungen der Bayerischen Gemeinde-, Bezirks- und Kreisordnung; mit der Gemeinde-, Bezirks- und Kreiswahlordnung, Verlag De Gruyter 2021, ISBN 978-3-11-236706-3
- Die Verfassungsurkunde des Freistaates Bayern vom 14. August 1919, Schweitzers Textausgaben im  Verlag De Gruyter 2019, ISBN 978-3-11-239818-0